# Бомбардувальна мафія

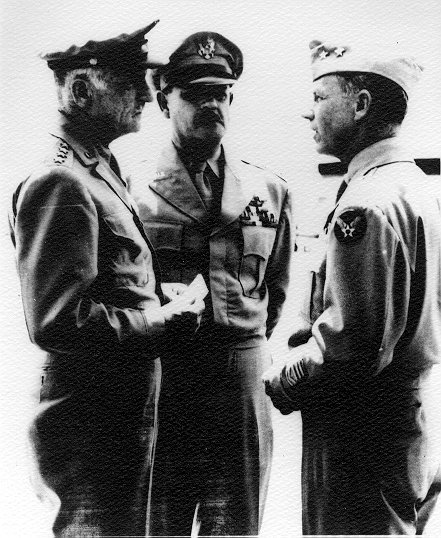
Прихильники теорії денного високоточного бомбардування Карл Спаатс, Muir S. Fairchild та Donald M. Wilson на авіабазі Максвелл у 1946

Бомбардувальна мафія — група військовослужбовців США, які вважали, що використовування великих груп бомбардувальників дальнього радіуса дії може допомогти виграти війну. Термін «бомбардувальна мафія» має негативне зневажливе значення, його використовували противники цієї концепції; однак саме він закріпився у літературі.

## Походження та розвиток
Доктрина точних бомбардувань, які проводитимуться протягом дня, була розроблена у 1926—1929 роках у Тактичній школі Повітряного корпусу (англ. Air Corps Tactical School (ACTS)). Була проголошена бригадним генералом Вільямом Мітчеллом, який виступав за значне розширення повітряних сил. Концепцію знищення індустріальних об'єктів в глибині ворожої території також підтримували інструктори школи англ. Harold L. George, англ. Haywood S. Hansell, англ. Donald Wilson та англ. Laurence S. Kuter. Ці четверо стали ядром групи, яка розробляла та просувала ідеї по застосуванню бомбардувальників як основного засобу знищення армії та флоту ворога.
Подібні концепції також розвивав у своїх роботах італійський військовий теоретик Джуліо Дуе. Проте, на відміну від американців, він більше уваги приділяв «залякувальному бомбардуванню»(англ. terror bombing). Про необхідність бомбардування цивільних осіб також говорив британський політик Стенлі Болдвін у своїй промові, відомій фразою «бомбардувальник завжди прорветься». Своєю чергою, у США більш важливим вважали високоточне бомбардування, при якому втрати серед цивільних будуть мінімальними.
Для втілення доктрини стратегічного бомбардування Повітряному корпусу Армії США потрібно було виділити значну частину ресурсів на створення флоту важких бомбардувальників, здатних захистити себе від ворожих винищувачів. Відповідно, це привело б до зменшення коштів на розвиток тактичної авіації, винищувачів, та навіть деяких наземних видів зброї.

## Основні представники
Інструктори Тактичної школи Повітряного корпусу:
- англ. Harold L. George
- англ. Haywood S. Hansell
- англ. Donald Wilson
- англ. Laurence S. Kuter
- англ. John F. Curry
- англ. Thomas DeWitt Milling
- англ. Odas Moon[2]
- англ. Robert Olds
- англ. Kenneth N. Walker
- англ. Robert M. Webster

Випускники школи:
- англ. Frank Maxwell Andrews
- Генрі Арнольд
- Джеймс Дуліттл, виконавець рейду Дулітла
- англ. Ira C. Eaker
- англ. Oliver P. Echols
- англ. Muir S. Fairchild
- англ. Barney M. Giles
- Кертіс Лемей
- англ. Emmett "Rosie" O'Donnell, Jr.
- Карл Спаатс
- Гойт Ванденберг

## Наслідки діяльності
Події Другої світової війни довели, що теоретики «бомбардувальної мафії» багато у чому помилялись. Флоти бомбардувальників не змогли б досягти перемоги без тісної співпраці з підрозділами флоту та армії; також рейди вглиб ворожої території не могли обійтись без підтримки з боку винищувачів дальньому радіусу дії. Загальні втрати флотів були далеко не мінімальними, а перемогу не вдалось отримати швидко. З іншого боку, діяльність бомбардувальників стала значним внеском у перемогу.
Безпосереднім наслідком діяльності прихильників теорії бомбардувань стало виділення Повітряних сил США як окремого роду військ. З часом (у 1950х та 1960х) самі прихильники перейшли від підтримки літаків до використання міжконтинентальних балістичних ракет.